# Lycium sandwicense
Lycium sandwicense là loài thực vật có hoa trong họ Cà. Loài này được A. Gray mô tả khoa học đầu tiên.